# Матич, Ольга
О́льга Ма́тич (урождённая Ольга Борисовна Павлова, англ. Olga Matich; р. 1940, Любляна, Королевство Югославия) — американский литературовед и культуролог русского происхождения, специалист по русской литературе, профессор-эмерит кафедры славистики Калифорнийского университета в Беркли.

## Происхождение и семья
Ольга Матич — внучатая племянница политического деятеля Василия Витальевича Шульгина (1878—1976). Шульгин был единоутробным братом Аллы Витальевны Билимович (урождённой Шульгиной, ?—1930) — бабушки Матич по матери. В 1973 году Ольга Матич впервые приехала в СССР по туристической путёвке и планировала тайно посетить Шульгина во Владимире, где тот жил. Однако, у мужа Матич возобновился рак, и она была вынуждена возвратиться в США за несколько дней до планируемой поздки во Владимир.
Дед Ольги Матич со стороны матери — Александр Дмитриевич Билимович (1876—1963), российский, германский, американский экономист.
Отец — Борис Арсеньевич Павлов (литературный псевдоним Борис Пылин, 1905—1994), кадет, участник Белого движения, «сын полка». Один из последних Георгиевских кавалеров.
Мать — Татьяна Александровна Павлова (урождённая Билимович).
Младший брат — Михаил Борисович Павлов.

## Биография
Ольга Павлова родилась в 1940 году в Любляне (Королевство Югославия) в семье русских эмигрантов. Родным языком Ольги был русский; в четырёхлетнем возрасте она также говорила по-словенски. Когда Ольге было четыре года, семья, с приходом коммунистов, бежала из Югославии в Австрию и затем переехала в Германию, где Ольга училась в немецкой школе. В восьмилетнем возрасте в 1948 году Ольга переехала с семьёй в США.
Свободно владеет русским, немецким и английским языками.
…Я меняла бесконечно языки. И поэтому у меня такое ощущение, что у меня нет родного языка. У меня наступает что-то вроде афазии. Я вдруг хочу перейти или на английский или на немецкий. И это, в каком-то отношении, мне очень мешает. С одной стороны, это большое приобретение, знание разных языков, а, с другой стороны, это бывает потерей.

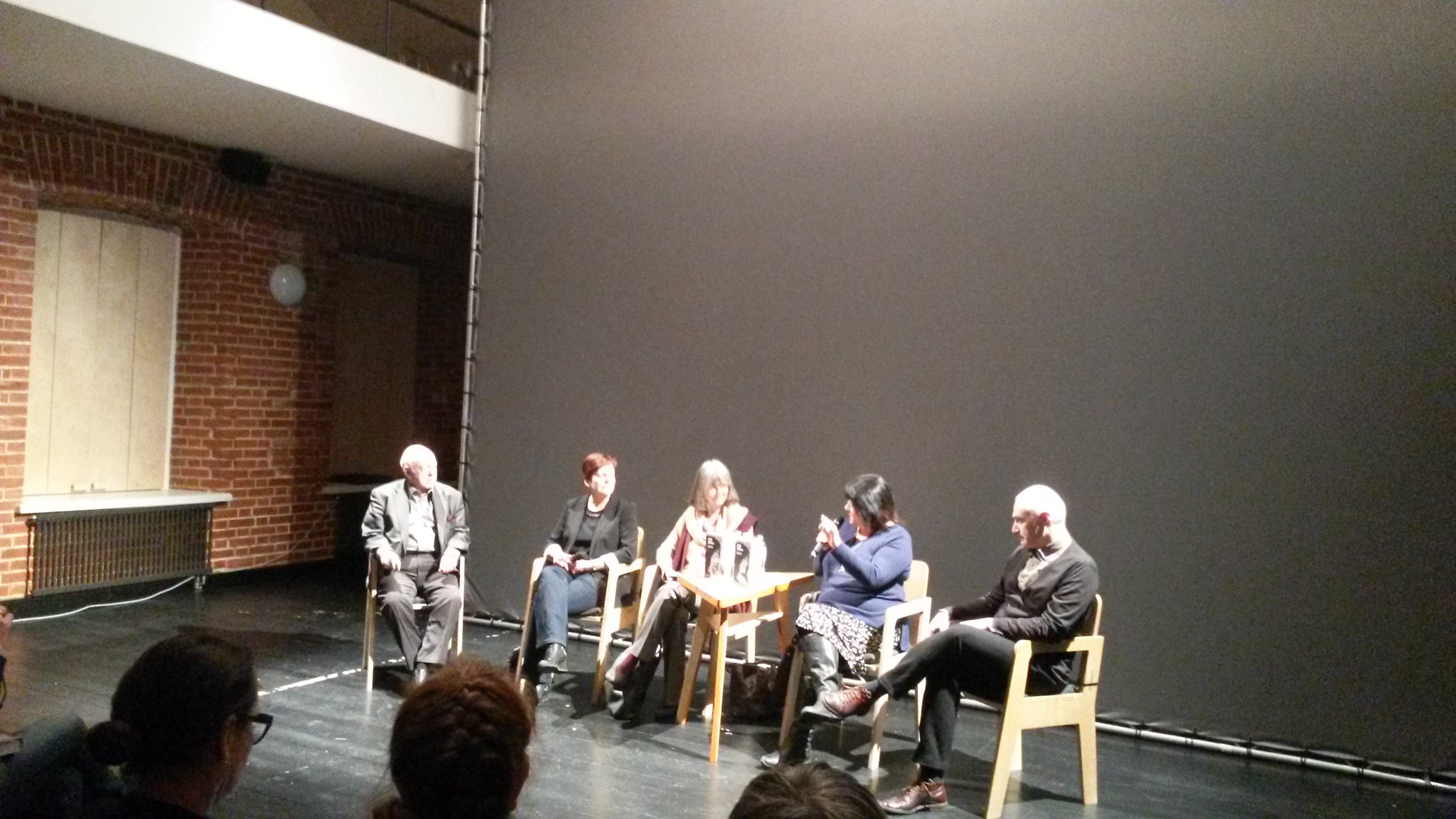
Презентация книги Ольги Матич «Записки русской американки». 9 декабря 2016 года, Новое пространство Театра наций. Слева направо: Борис Мессерер, Ирина Прохорова, Ольга Матич, Татьяна Толстая, Глеб Морев

Профессор русской литературы Калифорнийского университета в Беркли, где раньше преподавал её дед Александр Билимович.
В 1978 году помогла Василию Аксёнову переправить из СССР на Запад рукопись альманаха «Метрополь».
В 1981 году организовала и провела в Калифорнии конференцию The Third Wave: Russian Literature in Emigration («Третья волна: русская литература в эмиграции»), по результатам которой был издан одноимённый сборник материалов. На конференции ей удалось собрать почти всех ведущих русских литераторов-эмигрантов того времени с подчас противоположными политическими и эстетическими взглядами — Владимира Войновича, Андрея Синявского, Эдуарда Лимонова, Сашу Соколова, Наума Коржавина, Виктора Некрасова, Юза Алешковского, Василия Аксёнова, Сергея Довлатова и многих других.
Я жалею, что я не стала искусствоведом. Потому что это то, что я больше всего люблю — живопись — и в каком-то смысле лучше всего понимаю. Ну, не важно. Менять профессию мне поздно.

## Личная жизнь
Сама о себе Ольга Матич, прожив достаточно долгую жизнь, сказала: «Я любила эпатировать, это шульгинская черта».
- По свидетельству Эдуарда Лимонова, у Ольги Матич был роман с «ревнивым негром» (и Лимонову это нравилось)[3].
- У Ольги Матич был роман с Василием Аксёновым[3].

## Ольга Матич в литературе

### Прототип
- Милейшая калифорнийка в романе Василия Аксёнова «Круглые сутки нон-стоп»[3].
- Рассказ «Контрольный выстрел» Эдуарда Лимонова[3].

## Комментарии
1. ↑  Биологическим отцом Василия Шульгина был Дмитрий Иванович Пихно, впоследствии ставший его формальным отчимом[2].